# Офер Леві
Офер Леві, (івр. עופר לוי; нар. 17 червня 1964, Кір'ят-Ата, Ізраїль) — ізраїльський співак, композитор і музикант, один з піонерів Музика мізрахіт в турецькому і арабською жанрі.
Офер Леві відомий двома якостями — драматизмом і духовними метаннями. За надривні інтонації його прозвали Офер Бехи (івр. «Плач»). У 1995 році Леві надів кіпу, відростив бороду і почав переробляти слова пісень зі свого репертуару таким чином, щоб замість любові до жінки там фігурувала любов до Б-гу. Минуло десятиліття, і музикант збрив бороду, стос змінив на бейсболку і записав альбом «Малюю тебе» про теплі почуття до протилежної статі.

## Біографія
Офер Леві народився 17 червня 1964 року в місті Кір'ят-Ата в родині курдських євреїв.
Служив в Голані, брав участь у Першій Ліванській війні.